# Figma
Figma ist eine kollaborative Software zum Erstellen von Prototypen im Bereich des UX bzw. UI Design. Sie wird vor allem als Webanwendung genutzt. Daneben läuft Figma auch als Desktop-App für MacOS und Windows und als Mobile App für Android und iOS. Figma-Entwürfe können modular aufgebaut und in Echtzeit mit anderen geteilt werden. Der Name Figma leitet sich vom englischen Substantiv figment (Hirngespinst, Täuschung) ab. Konkurrenzprodukte sind Adobe XD und Sketch.

## Geschichte und Entwicklung
Dylan Field und Evan Wallace, die zu dieser Zeit an der Brown University Informatik studierten, entwickelten Figma ab 2012. Die beiden Studenten erkannten den steigenden Bedarf an einer Software, die kollaboratives kreatives Arbeiten ermöglicht. Sie konzipierten Figma als browserbasiertes und erschwingliches Tool. Field träumte davon, eine Art Google Docs für UI Design zu entwickeln, weshalb die Software das englische Wort für „Spinnerei“ (figment) im Namen trägt, für die Field und Wallace ihre Idee anfangs hielten.
In den ersten Jahren wurde noch mit der Erzeugung von 3D-Inhalten sowie Segmentierung und Bildbearbeitung experimentiert. Danach konzentrierte sich das Unternehmen auf den Einsatzbereich des Interfacedesigns.
Field erhielt noch im Gründungsjahr ein mit 100.000 Dollar ausgestattetes Stipendium des Unternehmers Peter Thiel für das Projekt.
Ab Dezember 2015 war eine Betaversion der Software erhältlich. Die erste offizielle Version wurde am 27. September 2016 veröffentlicht. Seit 2019 ist es möglich, Designs auf einer Figma-Benutzerseite zu teilen und zur Bearbeitung freizugeben. Seit 2021 erweitert das Online-Whiteboard-Tool FigJam das Angebot.
Figmas Wert wurde 2020 von Investoren auf zwei Milliarden Dollar geschätzt, 2021 sogar auf zehn Milliarden Dollar.
Im September 2022 kündigte Adobe an, Figma für 20 Mrd. Dollar übernehmen zu wollen, die Übernahme wurde jedoch aufgrund Bedenken insbesondere der europäischen Regulierungsbehörden im Dezember 2023 aufgegeben. Infolge des geplatzten Deals zahlte Adobe eine Auflösungsgebühr (breakup fee) in Höhe von einer Milliarde US-Dollar an Figma.
Seit 31. Juli 2025 ist die Aktie von Figma, Inc. an der New Yorker Börse notiert. Mit Stand nach erfolgtem Börsengang ist, neben den Unternehmensgründern selbst sowie aktuellen oder früheren leitenden Mitarbeitern, der größte einzelne Figma-Anteilhalter der europäische Risikokapitalgeber Index Ventures. Dahinter rangieren Greylock Partners, Kleiner Perkins und Sequoia Capital.

## Funktionen
Die Figma-Arbeitsfläche ist typisch für eine Grafiksoftware aufgebaut: Im oberen Teil des Browserfensters ist die Werkzeugleiste untergebracht. In der linken Randspalte werden Organisationselemente wie Ebenen und Seiten angezeigt. In der rechten Randspalte sind die Eigenschaften und Optionen des aktuell ausgewählten Elements zu sehen. Die Arbeitsfläche lässt sich um bis zu 65.000 Pixel nach links, rechts, oben und unten erweitern. Sie kann außerdem mithilfe eines frei einstellbaren Rasters und mit Spalten und Reihen strukturiert werden. Das erleichtert die Arbeit innerhalb eines CSS-Frameworks wie z. B. Bootstrap.
Dateien lassen sich außerdem mithilfe von Seiten gliedern. Beim Bewegen der Objekte auf der Arbeitsfläche erscheinen automatisch Hilfslinien. Unter der Rubrik „Inspect“ werden die CSS-Eigenschaften der Objekte angezeigt.
Alle Elemente in Figma sind vektorbasiert und können verlustfrei skaliert werden. Mit „Pen“ und „Pencil“, die an ähnliche Werkzeuge in Illustrator erinnern, werden Zeichnungen und Bézierkurven angelegt. Einfache Formvorlagen wie Kreise und Rechtecke werden beispielsweise zur Erstellung von Wireframes eingesetzt. Die Formen lassen sich entweder mit Farben oder mit Hintergrundbildern versehen. Mithilfe der sogenannten Frames (englisch für Rahmen) lassen sich Arbeitsflächen in verschiedenen Bildschirmgrößen anlegen. User können die Interaktivität ihrer Entwürfe testen, indem sie Elemente miteinander verbinden und die Interaktion im Präsentationsmodus abspielen.
Objekte können mit Effekten wie Weichzeichner oder Schatten versehen werden. Diese Effekte können in „Styles“ organisiert und auf andere Elemente angewendet werden.
Elemente wie Frames, Texte und Bilder lassen sich in sogenannten „Components“ bündeln, um sie als „Instances“ zu kopieren und wiederzuverwenden. Änderungen an der Master-Komponente werden automatisch an die Tochter-Komponenten weitergegeben. Die verwendeten Komponenten werden unter „Assets“ angezeigt.
Mithilfe von „Constraints“ (Einschränkungen) wird das Verhalten von Layouts je nach Bildschirm- bzw. Framegröße festgelegt.
Die Entwürfe können zur Abstimmung und zur direkten Weiterbearbeitung durch andere geteilt werden, es müssen keine Kopien verschickt werden. Die fertigen Layouts werden in die benötigten Endformate wie z. B. SVG, JPEG oder PDF exportiert.